# Thetford Town F.C.
Thetford Town F.C. là một câu lạc bộ bóng đá Anh đến từ Thetford, Norfolk. Hiện tại đội bóng đang thi đấu ở Premier Division của Eastern Counties League trên sân nhà Mundford Road, là thành viên của Norfolk County FA.

## Lịch sử
Câu lạc bộ được thành lập năm 1883 và chuyến đến sân đấu hiện tại Mundford Road năm 1905. Họ thi đấu ở Norwich and District League đến Thế chiến thứ I, nhưng vì vị trí của thị trấn nằm ở biên giới Norfolk-Suffolk, câu lạc bộ có thể tham gia giải cup ở cả hai hạt, và năm 1911 họ vô địch Suffolk Junior Cup.
Sau chiến tranh đội bóng thi đấu ở các giải ở cả Norfolk và Suffolk cho đến khi trở thành đội bóng sáng lập của Eastern Counties League năm 1935. Tuy nhiên, họ đứng cuối bảng ở car hai mùa giải 1935–36 và 1936–37, trở về các giải hạt. Năm 1948 đội bóng vô địch Norfolk Senior Cup, và ở mùa giải 1954–55 thì vô địch Norfolk & Suffolk League.
Năm 1963 câu lạc bộ gia nhập lại Eastern Counties League. Tuy nhiên, họ chưa bao giờ về đích chung cuộc cao hơn thứ 5, và đứng cuối bảng ở các mùa giải 1983–84 và 1984–85. Mùa giải 1989–90 đứng thứ 2 ở Premier Division. Mặc dù đội bóng vô địch Norfolk Senior Cup mùa sau đó, mùa giải 1991–92 họ vẫn xuống chơi lại Division One vì bị xếp cuối bảng. Câu lạc bộ lại đứng cuối ở Division One mùa giải 1998–99 và 1999–2000, nhưng không bị xuống hạng.
Mùa giải 2011–12, câu lạc bộ đứng thứ 2 ở Division One và được lên chơi ở Premier Division.
Huấn luyện viên đội chính hiện tại là Danny White, người được thông báo từ ngày 16 tháng 10 năm 2015, thay thế vị trí của Mark Scott.

## Danh hiệu
- Norfolk & Suffolk League
  - Vô địch 1954–55
- Suffolk Junior Cup
  - Vô địch 1910–11
- Norfolk Senior Cup
  - Vô địch 1947–48, 1990–91

## Kỉ lục
- Thành tích tốt nhất tại FA Cup: Vòng loại 2 (5 lần)
- Thành tích tốt nhất tại FA Vase : Vòng 4, 1990–91
- Số khán giả đến cổ vũ: 394 với Diss Town, Norfolk Senior Cup, 1991[3]